# Multishow ao Vivo: Paula Fernandes - Um Ser Amor
Multishow ao Vivo: Paula Fernandes - Um Ser Amor é o segundo álbum ao vivo da cantora e compositora brasileira Paula Fernandes. O álbum foi gravado no dia 08 de junho de 2013 no HSBC Arena, no Rio de Janeiro e teve seu lançamento no dia 22 de outubro de 2013. Foi certificado com platina duplo pela ABPD pelas mais de 100 mil cópias vendidas no Brasil e indicado ao Grammy Latino de Melhor Álbum de Música Sertaneja de 2014, tendo sua faixa título indicada ao mesmo prêmio, na categoria de Melhor Canção Brasileira.

## Antecedentes
Em 02 de outubro de 2013 sua gravadora divulgou em sua página oficial no Facebook a capa do trabalho, escolhida pessoalmente por Paula, à mesma foi motivo de comemoração nas redes sociais, sendo muito bem avaliada por críticos e pelos fãs da cantora.
Em 19 de outubro de 2013 o canal Multishow exibiu um especial sobre a gravação. O álbum foi lançado oficialmente pela Universal Music no dia 22 de outubro de 2013.

## Gravação e produção
Contou com a participação especial da cantora Roberta Miranda na canção "A Majestade O Sabiá", da dupla sertaneja Zezé di Camargo & Luciano em "Coração Na Contramão" e da cantora norte americana Taylor Swift no telão em "Long Live".
O show contou com a presença de 10.000 pessoas, dentre eles várias personalidades como a atriz Paolla Oliveira, o ex-jogador de futebol Roger Flores, o ginasta Diego Hypólito e o promoter David Brazil, além de várias de sua equipe técnica e de seus patrocinadores.

### Cenário
O palco foi inspirado no campo, com muito verde, plantas, lagos, mas tudo muito suntuoso, grande e expressivo.

### Figurino
Paula trocou de roupa 6 vezes. O que mais chamou atenção foi quando Paula se vestiu de caipira ao cantar com Zezé di Camargo & Luciano.

## Prêmios e indicações
| Ano  | Premiação     | Categoria                        | Resultado |
| ---- | ------------- | -------------------------------- | --------- |
| 2014 | Grammy Latino | Melhor Álbum de Música Sertaneja | Indicado  |

## Singles
1. "Não Fui Eu" é o primeiro single oficial do álbum, lançado no dia 03 de Outubro de 2013. A música é mais uma composição de Paula e começou a ser trabalhada nas rádios, também foi lançada no dia 05 de Outubro junto com uma versão inédita do grande sucesso "Pássaro de Fogo" no iTunes para download digital.
2. "Quem É" segundo single oficial do álbum, lançado no dia 27 de Janeiro de 2014. A composição da música foi de uma parceria de Paula com Zezé Di Camargo com o qual já trabalhou em trabalhos posteriores, a música começou a ser trabalhada nas rádios e também lançada no iTunes para download digital no dia 27 de Janeiro de 2014.

### Promocionais
1. "Um Ser Amor", que leva o nome do álbum, é o primeiro single promocional do álbum, lançado em 04 de junho de 2013 pela Universal Music. A canção foi tema das personagens de Paolla Oliveira e Malvino Salvador na novela Amor à Vida, da Rede Globo.
2. "Uma canção pra mim" é o segundo single promocional do álbum.

## Faixas
| Edição padrão / Edição especial (Disco 1) |                                                                       |                                             |         |  |
| N.º                                       | Título                                                                | Compositor(es)                              | Duração |  |
| 1.                                        | "Se O Coração Viajar"                                                 | Paula Fernandes                             | 3:56    |  |
| 2.                                        | "Não Fui Eu"                                                          | Paula Fernandes                             | 4:06    |  |
| 3.                                        | "Não Precisa"                                                         | Victor Chaves                               | 4:02    |  |
| 4.                                        | "Quem É"                                                              | Paula Fernandes, Zezé Di Camargo            | 4:16    |  |
| 5.                                        | "Um Ser Amor"                                                         | Paula Fernandes                             | 4:25    |  |
| 6.                                        | "Coração Na Contramão" (Part. Zezé Di Camargo & Luciano)              | Zezé Di Camargo, César Augusto              | 3:22    |  |
| 7.                                        | "Mistérios Do Tempo"                                                  | Paula Fernandes                             | 4:27    |  |
| 8.                                        | "Sem Você / Amanheceu, Peguei a Viola / Sorriso Mudo"                 | Moacyr Franco, Renato Teixeira, Chitãozinho | 5:00    |  |
| 9.                                        | "Se Liga"                                                             | Paula Fernandes                             | 3:10    |  |
| 10.                                       | "Mineirinha Ferveu / Nóis Enverga Mais Não Quebra / Debaixo Do Cacho" | Paula Fernandes, Zezé Di Camargo, Gino      | 5:02    |  |
| 11.                                       | "A Majestade O Sabiá" (Part. Roberta Miranda)                         | Roberta Miranda                             | 4:11    |  |
| 12.                                       | "Uma Canção Pra Mim"                                                  | Paula Fernandes                             | 4:10    |  |
| 13.                                       | "Eu Sem Você"                                                         | Paula Fernandes, Zezé Di Camargo            | 4:11    |  |
| 14.                                       | "Cartas No Porão"                                                     | Paula Fernandes                             | 3:29    |  |
| 15.                                       | "Pra Você"                                                            | Paula Fernandes, Zezé Di Camargo            | 3:44    |  |
| 16.                                       | "Diga (Dime)"                                                         | Juanes, Marina Ximena Muñoz                 | 4:10    |  |

| Edição especial (Disco 2) |                                                                                              |                                        |         |  |
| N.º                       | Título                                                                                       | Compositor(es)                         | Duração |  |
| 1.                        | "Nunca Mais Eu E Você"                                                                       | Paula Fernandes                        | 3:56    |  |
| 2.                        | "Navegar Em Mim"                                                                             | Paula Fernandes                        | 3:39    |  |
| 3.                        | "Sensações"                                                                                  | Paula Fernandes                        | 3:45    |  |
| 4.                        | "Jeito De Mato / Céu Vermelho"                                                               | Paula Fernandes, Mauricio Santini      | 4:49    |  |
| 5.                        | "Long Live" (Part. Taylor Swift)                                                             | Taylor Swift                           | 5:18    |  |
| 6.                        | "I’m Gonna Getcha Good! / Whose Bed Have Your Boots Been Under? / Man! I Feel Like a Woman!" | Shania Twain, Robert John "Mutt" Lange | 5:38    |  |

| DVD |                                                                                             |                                             |         |  |
| N.º | Título                                                                                      | Compositor(es)                              | Duração |  |
| 1.  | "Se O Coração Viajar"                                                                       | Paula Fernandes                             | 3:56    |  |
| 2.  | "Navegar Em Mim"                                                                            | Paula Fernandes                             | 3:39    |  |
| 3.  | "Não Precisa"                                                                               | Victor Chaves                               | 4:02    |  |
| 4.  | "Eu Sem Você"                                                                               | Paula Fernandes, Zezé Di Camargo            | 4:11    |  |
| 5.  | "Não Fui Eu"                                                                                | Paula Fernandes                             | 4:06    |  |
| 6.  | "Coração Na Contramão" (Part. Zezé Di Camargo & Luciano)                                    | Zezé Di Camargo, César Augusto              | 3:22    |  |
| 7.  | "Mistério Do Tempo"                                                                         | Paula Fernandes                             | 4:27    |  |
| 8.  | "Sem Você / Amanheceu, Peguei a Viola / Sorriso Mudo"                                       | Moacyr Franco, Renato Teixeira, Chitãozinho | 5:00    |  |
| 9.  | "Se Liga"                                                                                   | Paula Fernandes                             | 3:10    |  |
| 10. | "Mineirinha Ferveu / Nóis Enverga Mais Não Quebra / Debaixo Do Cacho"                       | Zezé Di Camargo, Gino, Paula Fernandes      | 5:02    |  |
| 11. | "Jeito De Mato / Céu Vermelho"                                                              | Paula Fernandes, Mauricio Santini           | 4:49    |  |
| 12. | "A Majestade O Sabiá" (Part. Roberta Miranda)                                               | Roberta Miranda                             | 4:11    |  |
| 13. | "Cartas No Porão"                                                                           | Paula Fernandes                             | 3:29    |  |
| 14. | "Sensações"                                                                                 | Paula Fernandes                             | 3:45    |  |
| 15. | "Quem É"                                                                                    | Paula Fernandes, Zezé Di Camargo            | 4:16    |  |
| 16. | "Pássaro De Fogo" (Versão Acústica)                                                         | Paula Fernandes                             | 4:40    |  |
| 17. | "O Que Restou De Nós"                                                                       | Paula Fernandes                             | 5:09    |  |
| 18. | "Um Ser Amor"                                                                               | Paula Fernandes                             | 4:25    |  |
| 19. | "Uma Canção Pra Mim"                                                                        | Paula Fernandes                             | 4:10    |  |
| 20. | "Nunca Mais Eu E Você"                                                                      | Paula Fernandes                             | 3:56    |  |
| 21. | "I’m Gonna Getch Good! / Whose Bed Have Your Boots Been Under? / Man! I Feel Like a Woman!" | Shania Twain, Robert John Lange             | 5:38    |  |
| 22. | "Long Live" (Part. Taylor Swift)                                                            | Taylor Swift                                | 5:18    |  |
| 23. | "Diga (Dime)"                                                                               | Juanes, Marina Ximena Muñoz                 | 4:10    |  |
| 24. | "Pra Você"                                                                                  | Paula Fernandes, Zezé Di Camargo            | 3:44    |  |

| DVD (Extras) |             |         |  |
| N.º          | Título      | Duração |  |
| 26.          | "Making Of" |         |  |
| 27.          | "Bônus"     |         |  |

| iTunes (Edição de Luxo) |                                                                                             |                                             |         |  |
| N.º                     | Título                                                                                      | Compositor(es)                              | Duração |  |
| 1.                      | "Se O Coração Viajar"                                                                       | Paula Fernandes                             | 3:56    |  |
| 2.                      | "Navegar Em Mim"                                                                            | Paula Fernandes                             | 3:39    |  |
| 3.                      | "Não Precisa"                                                                               | Victor Chaves                               | 4:02    |  |
| 4.                      | "Eu Sem Você"                                                                               | Paula Fernandes, Zezé Di Camargo            | 4:11    |  |
| 5.                      | "Não Fui Eu"                                                                                | Paula Fernandes                             | 4:06    |  |
| 6.                      | "Coração Na Contramão" (Part. Zezé Di Camargo & Luciano)                                    | Zezé Di Camargo, César Augusto              | 3:22    |  |
| 7.                      | "Mistério Do Tempo"                                                                         | Paula Fernandes                             | 4:27    |  |
| 8.                      | "Sem Você / Amanheceu, Peguei a Viola / Sorriso Mudo"                                       | Moacyr Franco, Renato Teixeira, Chitãozinho | 5:00    |  |
| 9.                      | "Se Liga"                                                                                   | Paula Fernandes                             | 3:10    |  |
| 10.                     | "Mineirinha Ferveu / Nóis Enverga Mais Não Quebra / Debaixo Do Cacho"                       | Zezé di Camargo, Gino, Paula Fernandes      | 5:02    |  |
| 11.                     | "Jeito De Mato / Céu Vermelho"                                                              | Paula Fernandes, Mauricio Santini           | 4:49    |  |
| 12.                     | "A Majestade O Sabiá" (Part. Roberta Miranda)                                               | Roberta Miranda                             | 4:11    |  |
| 13.                     | "Cartas No Porão"                                                                           | Paula Fernandes                             | 3:29    |  |
| 14.                     | "Sensações"                                                                                 | Paula Fernandes                             | 3:45    |  |
| 15.                     | "Quem É"                                                                                    | Paula Fernandes, Zezé Di Camargo            | 4:16    |  |
| 16.                     | "Pássaro De Fogo" (Versão Acústica)                                                         | Paula Fernandes                             | 4:40    |  |
| 17.                     | "Um Ser Amor"                                                                               | Paula Fernandes                             | 4:25    |  |
| 18.                     | "Uma Canção Pra Mim"                                                                        | Paula Fernandes                             | 4:10    |  |
| 19.                     | "Nunca Mais Eu E Você"                                                                      | Paula Fernandes                             | 3:56    |  |
| 20.                     | "I’m Gonna Getch Good! / Whose Bed Have Your Boots Been Under? / Man! I Feel Like a Woman!" | Shania Twain, Robert John Lange             | 5:38    |  |
| 21.                     | "Long Live" (Part. Taylor Swift)                                                            | Taylor Swift                                | 5:18    |  |
| 22.                     | "Diga (Dime)"                                                                               | Juanes, Marina Ximena Muñoz                 | 4:10    |  |
| 23.                     | "Pra Você"                                                                                  | Paula Fernandes, Zezé Di Camargo            | 3:44    |  |

## Histórico de lançamento
| País     | Data                  | Formato                    | Gravadora       |
| -------- | --------------------- | -------------------------- | --------------- |
| Brasil   | 22 de outubro de 2013 | CD, DVD e download digital | Universal Music |
| Portugal | 28 de outubro de 2013 | CD, DVD e download digital | Universal Music |

## Desempenho nas tabelas musicais

### CD
| Parada musical (2015)        | Melhor posição |
| ---------------------------- | -------------- |
| Brasil (TOP 20 Semanal ABPD) | 3              |

### DVD
| Parada musical (2015)        | Melhor posição |
| ---------------------------- | -------------- |
| Brasil (TOP 20 Semanal ABPD) | 1              |

## Certificação
| País          | Certificação     | Vendas    |
| ------------- | ---------------- | --------- |
| Brasil - ABPD | 2x Platina (DVD) | 100.000 + |

## Pessoal e créditos
- Paula Fernandes - violão e voz
- André Porto - violão aço, guitarra, violão 12 e voz
- Márcio Sacramento - baixo
- Márcio Bianchi - bateria
- Márcio Monteiro - violão nylon, guitarra, dobro, viola e voz
- Ricardo Bottaro - piano e Hammond
- Sérgio Saraiva - acordeom
- Mateus Freire - violino
- Delano Macedo - pedal steel e bandolim

 
|
- Gê Alves Pinto - Projeto gráfico
- Thiago Fontin - Projeto gráfico
- Michael Canno - Finalização e tratamento de imagens
- Guto Costa - Fotos
- Fabrício Pimentel - Fotos
- Patrícia Nascimento - Figurino (Paula Fernandes)
- Gigi Barreto - Cenário
- Marquinhos Olívio - Desenho de luz
- Luiz Augusto - Revisão
- Geysa Adnet - Coordenação gráfico